# Wilhelm Ehrt
Wilhelm Ehrt (* 12. Juli 1925 in Elbingerode (Harz); † 28. Februar 2019) war ein deutscher Skilangläufer.

## Leben
Er war der Sohn des Holzkaufmannes und Sägewerksbesitzers Wilhelm Ehrt und dessen Ehefrau Else. Nach dem Schulbesuch absolvierte er eine Lehre zum Elektriker. Schon zeitig wurde seine Vorliebe für den Skilanglauf erkannt und gefördert. Nachdem er zum Zweiten Weltkrieg eingezogen worden und gegen Kriegsende in amerikanische Kriegsgefangenschaft geraten war, begann er nach seiner Entlassung bereits 1945 mit dem Neuaufbau des Wintersports in Elbingerode im Harz. Er gehörte dem Turn- und Sportverein Elbingerode an und wurde 1950 Gründungsmitglied der Betriebssportgemeinschaft (BSG) „Glück auf“, die über eine Sektion Wintersport verfügte, die zeitweilig über 100 Mitglieder hatte.
1952 und 1954 nahm Wilhelm Ehrt an den DDR-Meisterschaften im Skisport teil, wo er jeweils den zweiten Platz im Skilanglauf belegte. Im Skimarathon wurde er DDR-Meister. 1960 beendete Wilhelm Ehrt seine Karriere und arbeitete fortan neben seinem Beruf im Kalkwerk Buna in Rübeland als Trainer für den Bereich Skilanglauf im Kinder- und Jugendsport. 1985 setzte er sich endgültig zur Ruhe.